# Annay-sur-Serein
Annay-sur-Serein é uma comuna francesa na região administrativa de Borgonha-Franco-Condado, no departamento de Yonne. Estende-se por uma área de 25,9 km². Em 2010 a comuna tinha 215 habitantes (densidade: 8,3 hab./km²).